# Tom Delahanty
Thomas James „Tom“ Delahanty (* 9. März 1872 in Cleveland, Ohio; † 10. Januar 1951 in Sanford, Florida) war ein US-amerikanischer Baseballspieler in der Major League Baseball (MLB) auf der Position des Infielders.
Seine Brüder Ed, Frank, Jim und Joe spielten ebenfalls in der MLB.

## Biografie
Delahanty wurde als Sohn der irischen Einwanderer James (1842–1919) und Bridget Delahanty (1849–1926, geborene Croke) geboren. Durch eine Handverletzung des Second Basemans Bill Hallman wurde Delahanty von den Philadelphia Phillies am 29. September 1894 in die MLB berufen und so kam es, dass er im Alter von 22 Jahren sein Debüt in der MLB, am letzten Spieltag für die Phillies in der Saison 1894, feierte. 1895 spielte er für zwei Teams in der Minor League, ehe er 1896 in seine Heimatstadt zurückkehrte und für die Cleveland Spiders 16 Spiele in der MLB machte. Er konnte jedoch durch seine schwachen Defensivleistungen nicht überzeugen und wurde bereits nach 16 Spielen entlassen. Noch im selben Jahr wechselte Delahanty zu den Pittsburgh Pirates, für die er einmal auflief. 1897 spielte er bei insgesamt vier Vereinen. Einer davon waren die Louisville Colonels, für die er am 29. Juni 1897 ein einziges und gleichzeitig sein letztes Spiel in der MLB bestritt. Nach seiner Karriere in der MLB spielte er bis 1906 bei mehreren Vereinen in der Minor League, darunter die Allentown Peanuts, bei denen er 1898 und 1899 an der Seite seiner Brüder Jim und Joe spielte.
In den späten 1920er Jahren zog Delahanty nach Sanford (Florida), wo er seinen eigenen Gemischtwarenladen betrieb und Angelausflüge für Kunden arrangierte. Delahanty verstarb am 10. Januar 1951 im Alter von 78 Jahren.